# Centromerus ludovici
Centromerus ludovici är en spindelart som beskrevs av Friedrich Wilhelm Bösenberg 1899. Centromerus ludovici ingår i släktet Centromerus och familjen täckvävarspindlar.
Artens utbredningsområde är Tyskland. Inga underarter finns listade i Catalogue of Life.